# Nové Zámky
Nové Zámky, ungarisch Érsekújvár (deutsch Neuhäusel) ist eine Stadt in der Slowakei. Sie ist Bezirksstadt des Okres Nové Zámky.

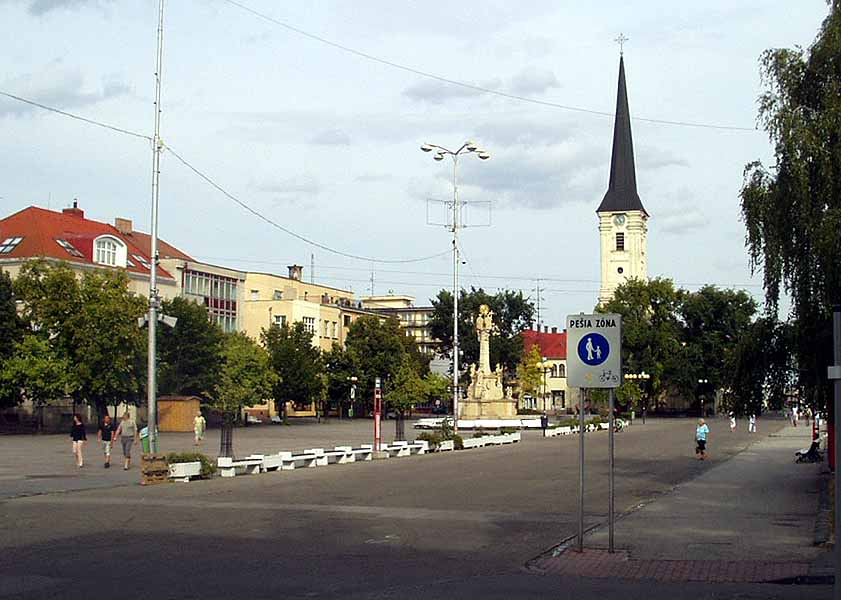
Blick auf die Innenstadt

## Geographie

### Lage
Der Ort ist ein wichtiges Zentrum in der Donautiefebene und war früher eine bedeutende Festung. Die Stadt liegt 100 km östlich von Bratislava etwa 25 km nördlich der ungarischen Grenze auf einer Höhe von 119 m am Fluss Neutra.

### Gliederung
Der Ort besteht aus der eigentlichen Stadt Nové Zámky und dem eingemeindeten Ort Nový Gúg.

### Klima
Die Stadt liegt in der gemäßigten Klimazone und es herrscht Kontinentalklima. Die durchschnittliche Jahrestemperatur liegt bei etwa 10 °C, mit dem wärmsten Monat Juli bei 20 °C und dem kältesten im Januar bei −2 °C. Der durchschnittliche Niederschlag liegt bei 556 mm.

## Geschichte
Der Ort entstand nach 1545 neben einer Burg, die zum Schutz gegen die Osmanen gebaut wurde. Zum ersten Mal wurde sie 1571 als Uyuar erwähnt, ab 1573–1581 wurde die Burg zu einer sechszackigen Festung mit sechs Basteien umgebaut. Nach zehn erfolglosen Belagerungen fiel sie im Türkenkrieg 1663/1664 den Türken in die Hand. Bis zu ihrer Rückeroberung durch die Kaiserliche Armee 1685 war die Stadt Zentrum eines osmanischen Eyâlets. Nachdem die türkische Gefahr 1699 bzw. 1718 endgültig gebannt war, die Anlagen aber bei antihabsburgischen Aufständen eine Rolle gespielt hatten, ließ sie Karl VI. 1724/25 schleifen.
Bis 1918 gehörte die Stadt zum Königreich Ungarn und kam dann zur neu entstandenen Tschechoslowakei. Durch den Ersten Wiener Schiedsspruch kam sie von 1938 bis 1945 kurzzeitig wieder zu Ungarn. Während des Zweiten Weltkrieges war die Stadt Ziel alliierter Bombenangriffe und wurde dabei stark zerstört.

## Bevölkerung
| Jahr                | 1994   | 2004    | 2014    | 2024    |
| ------------------- | ------ | ------- | ------- | ------- |
| Anzahl der Personen | 43.448 | 41.469  | 38.941  | 36.002  |
| Unterschied         |        | −4,55 % | −6,09 % | −7,54 % |

| Jahr                | 2023   | 2024    |
| ------------------- | ------ | ------- |
| Anzahl der Personen | 36.410 | 36.002  |
| Unterschied         |        | −1,12 % |

## Eisenbahnunfall 2024
Am 25. Juni 2024 kam es auf einem Bahnübergang zum Zusammenstoß zwischen einem Bus und dem EuroCity 279, bei dem sieben Menschen starben und fünf weitere verletzt wurden.

## Sehenswürdigkeiten

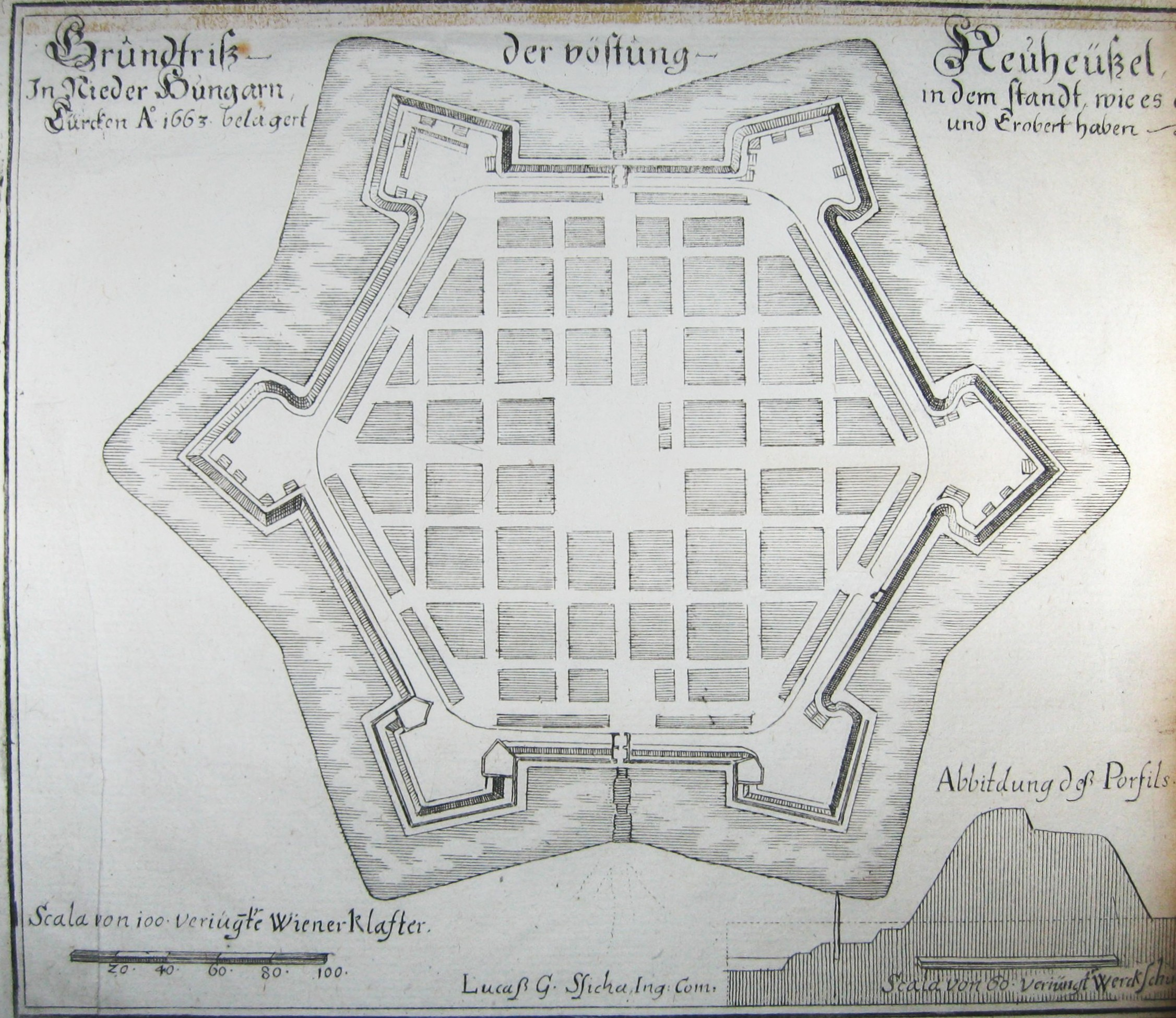
Festung Neuhäusel ca. 1680

- Reste der Festungsanlagen (Castrum Novum) sechseckiger sternförmiger Grundriss (Žerotíns-, Michaels-, Kaiserliche, Böhmische, Ernst- und Forgáchsbastei)
- Kirche des Franziskanerklosters, barocker Stil aus der Mitte des 17. Jahrhunderts
- weitere evangelische, reformierte und katholische Kirchen sowie eine Synagoge aus dem 17. bis 20. Jahrhundert
- Ernest Zmeták Kunstgalerie (Galéria umenia Ernesta Zmetáka) mit europäischer Kunst vom 16. bis zum 20. Jahrhundert.

## Verkehr
Die Stadt ist ein wichtiger Verkehrsknotenpunkt der Südslowakei. Hier kreuzen sich die slowakischen Straßen 1. Ordnung I/64 (Komárno−Žilina) und I/75 (Sládkovičovo−Lučenec). Eine regionale Verbindung, die II/573, führt nach Kolárovo. In der Zukunft soll die slowakische Schnellstraße R7 (Bratislava−Lučenec) nördlich der Stadt verlaufen.
Auch im Eisenbahnverkehr ist die Stadt gut angeschlossen: durch den Bahnhof Nové Zámky passiert die Bahnstrecke Bratislava–Budapest mit mehreren nationalen und internationalen Verbindungen, über die Bahnstrecke Nové Zámky–Šurany verkehren Personenzüge Richtung Nitra, Zlaté Moravce und Zvolen, während auf der Bahnstrecke Nové Zámky–Komárom regelmäßige Personenzüge Richtung Komárno fahren.
Der Busbahnhof der Stadt befindet sich südwestlich des Bahnhofs an der Straße Ľudovíta Štúra. In der Stadt verkehrt ein kleines ÖPNV-Netz.

## Persönlichkeiten
- Charles Bonaventure de Longueval (1571–1621), Feldmarschall
- György Pray (1723–1801), Historiker und Jesuit
- Anton Bernolák (1762–1813), Linguist
- Ferenc Helbing (1870–1958), Künstler
- Maria Vera Brunner (1885–1965), Pianistin, Kunsthandwerkerin, Textilkünstlerin und Gebrauchsgrafikerin
- Lajos Kassák (1887–1967), Schriftsteller und Maler
- Lucien Aigner (1901–1989/1999), Fotograf
- Eugen Jonas (* 1928),  Psychiater, Gynäkologe und Astrologe
- Ladislav Pataki (1946–2007), Leichtathlet, Trainer und Sportwissenschaftler
- Klára Kuzmová (1955–2022), Archäologin
- Ľuboš Bernáth (* 1977), Komponist und Musikpädagoge
- Henrieta Nagyová (* 1978), Tennisspielerin
- Martina Suchá (* 1980), Tennisspielerin
- Arnold Šimonek (* 1990), Fußballspieler
- Simona Szarková (* 1992), Handballspielerin
- David Strelec (* 2001), Fußballspieler
- Sebastián Kóša (* 2003), Fußballspieler
- Lily Stern (* 2005), Eishockeyspielerin
- Ema Tóthová (* 2007), Eishockeyspielerin

## Partnerstädte
- Znaim, Tschechien
- Fonyód, Ungarn